# Arnór Smárason
Arnór Smárason, né le 7 septembre 1988 à Akranes, est un joueur de football islandais. Il occupe actuellement le poste de milieu de terrain au Valur Reykjavik. Il est aussi international islandais.
Il est le cousin de Pétur Pétursson qui est sélectionneur adjoint de l'Équipe d'Islande de football.

## Biographie

### Carrière en club
Arnór Smárason commence le football au club de l'ÍA Akranes avant de rejoindre très tôt le club néerlandais du SC Heerenveen, où il joue avec les équipes de jeunes. Il fait ses débuts en équipe professionnelle en 2008 et inscrit son premier but le 19 octobre 2008 lors d'un match contre Roda JC. 
Libre en juin 2010, il signe un contrat de trois ans à l'Esbjerg fB au Danemark.

### Carrière internationale
Arnór Smárason est régulièrement appelé dans les sélections de jeunes de son pays. Il fait ses débuts internationaux pour l'équipe d'Islande lors d'un match amical perdu un but à zéro face au pays de Galles, le 28 mai 2008.

## Palmarès
- Vainqueur de la Coupe des Pays-Bas : 2009